# احمدعلی سپهر
احمدعلی سپهر ملقب به مورخ‌الدوله و مشهور به مورخ‌الدوله سپهر (زادهٔ ۱۲۶۷ ش در تهران – درگذشتهٔ ۲۸ آبان ۱۳۵۴ ش در تهران)، از رجال سیاسی ایران از اواخر عهد قاجاریه تا اواسط عصر دوره پهلوی است، اما عمدهٔ شهرت او به خاطر کتاب‌ها و نوشته‌های تاریخی است که از وی به یادگار مانده‌است. از جملهٔ شاخص‌ترین آثار او کتاب ارزشمند ایران در جنگ بزرگ است که از معدود منابع دست اول موجود پیرامون اوضاع ایران در دوران جنگ جهانی اول به شمار می‌آید.
از خدمات مهم او به عنوان یک رجل سیاسی می‌توان به تلاش‌های او در جهت ملی شدن شیلات ایران در دوران زمامداری دکتر مصدق و همچنین بنیان‌گذاری بانک صنعتی و معدنی ایران (که بعدها به سازمان برنامه و بودجه تبدیل گردید)، اشاره کرد.

## زندگی‌نامه
احمدعلی سپهر در سال ۱۲۶۷ ش در تهران به دنیا آمد. خانوادهٔ او از خاندان‌های اشرافی و متمول وابسته به قاجاریه بود. پدر او عبدالعلی سپهر ملقب به مورخ‌السلطنه، و پدربزرگ او میرزا محمدتقی سپهر کاشانی ملقب به لسان‌الملک، مورخ و شاعر نامدار دوران قاجار و مؤلف ناسخ‌التواریخ بود. مادرش نیز دختر میرزا علی‌نقی‌خان حکیم‌الممالک پزشک و دولت‌مرد دوره ناصرالدین‌شاه بود. وی تحصیلات ابتدایی خود را در مدرسه ادب و تحصیلات متوسطه را در مدرسه آلیانس فرانسز (که توسط فرانسوی‌ها در تهران و برخی شهرهای بزرگ ایران پدید آمده بود)، به پایان برد و سپس برای انجام تحصیلات عالیه نزد استادان فرانسوی که توسط دربار قاجاریه و جهت تدریس به احمدشاه قاجار استخدام شده بودند، فرستاده شد و تحصیلات عالی خود را نیز بدین ترتیب به پایان رساند.
در سال ۱۲۹۲ ش سپهر به سمت مترجم در ادارهٔ گمرک استخدام شد و در دورانی که مدیران بلژیکی تصدی ادارهٔ گمرکات ایران را برعهده داشتند، به ریاست دارالترجمه ادارهٔ مذکور رسید.
در سال ۱۲۹۳ ش به عنوان منشی اول سفارت امپراتوری آلمان در تهران استخدام شد و تا سال ۱۲۹۸ در این سمت انجام وظیفه کرد. سپس وی از سمت منشی در سفارت آلمان کناره گیری نمود و با سمت مدیرکل اداره تفتیش وزارت معارف و اوقاف به خدمت دولت عِلیِه ایران درآمد. وی از آن پس مسیر صعودی پیشرفت را آغاز نمود و به مناصب مهمی چون ریاست کابینه وزارت مالیه و ریاست کابینه [رئیس دفتر] نخست وزیر رسید و سرانجام در دولت مشیرالدوله پیرنیا، بر کرسی منصب ریاست دفتر وزارت داخله (وزارت کشور) تکیه زد.
بعدها و در دورانی که دکتر میلسپو در رأس وزارت مالیه ایران قرار داشت، مورخ‌الدوله نیز به ریاست دادگاه‌های اداری وزارت مالیه منصوب گردید.
از نخستین سال‌های شروع جنگ جهانی دوم تا زمانی که شعلهٔ آتش این جنگ به ایران هم رسید، یعنی تا سال ۱۳۲۰ خورشیدی، مورخ‌الدوله ریاست هیئت مدیرهٔ شرکت شیلات ایران و روس را عهده‌دار بود. وی در سال ۱۳۲۱ به سمت معاون و سپس به سمت کفیل وزارت پیشه و هنر منصوب گردید و در سال ۱۳۲۴ در کابینه قوام السلطنه به وزارت این وزارتخانه (وزارت پیشه و هنر) رسید. سال بعد جای خود را به ایرج اسکندری، یکی از سه وزیر توده‌ای داد که قوام وارد کابینه کرد.
یکی از خدمات مهم مورخ‌الدوله در دوران وزارت پیشه و هنر، تشکیل بانک صنعتی و معدنی ایران در سال ۱۳۲۵ خورشیدی بود که بعدها همین بانک با تغییراتی به سازمان برنامه و سپس به سازمان برنامه و بودجه تغییر ماهیت یافت.
در سال ۱۳۲۹ در کابینه سپهبد حاجی علی رزم آرا، سپهر بار دیگر به ریاست هیئت مدیرهٔ شرکت شیلات برگزیده شد و تا سال ۱۳۳۱ خورشیدی، یعنی دوران زمامداری دکتر محمد مصدق در این سمت باقی ماند. از خدمات افتخارآمیز وی در این دوران، تلاش‌ها و مجاهدت‌های بسیاری است که با یاری دکتر مصدق در جهت ملی شدن شیلات ایران به انجام رسانید.
احمدعلی سپهر مورخ‌الدوله، سرانجام در روز ۲۸ آبان ماه سال ۱۳۵۴ خورشیدی، در تهران به پایان راه خویش رسید و درگذشت.

## دریافت لقب مورخ‌الدوله
خود مورخ‌الدوله ماجرای دریافت لقب خویش را در کتاب ایران در جنگ بزرگ این گونه شرح داده‌است:
روز چهارم ذیحجه سال ۱۳۳۳ [هجری قمری]، صاحب اختیار، رئیس کابینه همایونی به منزل من آمد و از طرف احمدشاه فرمان لقب مورخ‌الدوله را داده، اظهار داشت: اعلیحضرت با اعطای این فرمان خواسته‌اند علاوه بر ابراز مرحمت به شما، زحمات آبا و اجداد شما را در خدمت به تاریخ ایران و اسلام، قدردانی فرمایند.
متن فرمان احمدشاه قاجار در این ارتباط بدین شرح است:
چون مراتب لیاقت و شایستگی میرزا احمدعلی خان و خدمات اجداد و اسلاف او در راه تاریخ‌نگاری و ادبیات ایران به عرض پیشگاه اقدس همایون شاهنشاهی رسیده و منظور نظر مهرگستر ملوکانه گردید، لهذا محض بروز مرحمت مشارالیه را به صدور این دستخط مبارک، به اعطای لقب مورخ‌الدوله قرین افتخار و مباهات فرمودیم. ذیحجه ۱۳۳۳. مُهر احمدشاه قاجار

## جلب در ارتباط با کمیته مجازات
بر اساس آنچه احمد سمیعی در مقدمات کتاب خاطرات سیاسی مورخ الدوله سپهر، به نقل از مندرجات روزنامه کوکب ایران، مورخ سرطان ۱۲۹۶ ش نوشته‌است، در روز ۱۷ جوزای سال ۱۳۳۵ ق [برابر با سال ۱۲۹۶ ش]، اداره نظمیه به تصور اینکه کمیته مجازات از طرف آلمان‌ها در ایران دایر شده‌است، مورخ الدوله را به نظمیه جلب می‌کند. اما تنها پس از چهار روز و در نتیجهٔ اقدامات پیگیرانهٔ دیپلمات‌ها و اعتراض مطبوعات، دولت چاره‌ای جز آزاد کردن مورخ الدوله نمی‌یابد و بدین ترتیب در ۲۱ جوزا وی را مرخص می‌کنند و به عنوان مرمت و جبران و برای احتراز از آن که دولت مجبور به عذرخواهی رسمی از سفارت آلمان نشود، سلطان احمدشاه قاجار، نشان درجه اول شیر و خورشید با حمایل سرخ را به مورخ الدوله اعطا می‌کند.

## آثار
اغلب آثار مورخ الدوله را نوشته‌های تاریخی و سیاسی او تشکیل می‌دهند که از آن جمله کتاب مشهور و مهم ایران در جنگ بزرگ (مربوط به وقایع ایران در دوران جنگ جهانی اول)، که برندهٔ جایزهٔ بهترین کتاب تاریخی در سال ۱۳۳۶ شده، قابل ذکر است. علاوه بر این در سال ۱۳۵۴ ش پروفسور عباس صفویان، رئیس وقت دانشگاه ملی ایران، با انتشار آخرین اثر تاریخی-سیاسی مورخ الدوله باعنوان «ایران در جنگ جهانی دوم» با هزینهٔ دانشگاه ملی ایران موافقت نمود، اما این امر با مرگ مورخ الدوله در آبان ماه همان سال هرگز میسر نگردید.
از دیگر آثار مورخ الدوله، مجموعه مقالات سیاسی اوست، که با عنوان خاطرات سیاسی مورخ الدوله سپهر، به سعی احمد سمیعی به چاپ رسیده‌است.
افزون بر اینها، مورخ الدوله در ادبیات عرب و فرانسه نیز دستی چیره و بیانی رسا داشت، طوری که ترجمه کلمات قصار   علی بن ابیطالب  ، که وی در سال ۱۳۱۲ ش مبادرت به نگارش و نشر آن کرده‌، یکی از بهترین نمونه‌های نثر فارسی و فرانسه محسوب می‌شود. همچنین کتاب شعرای ایران به زبان فرانسه، یکی دیگر از آثار مورخ الدوله است که طی آن مشهورترین شاعران ایرانی به فرانسوی زبانان معرفی شده‌اند.